# نافذة على الجنة (فلم)
نافذة على الجنة فيلم دراما مصري لعام 1953 للمخرج أحمد ضياء الدين، وكتب القصة والسيناريو والحوار محمد كامل حسن المحامي. الفيلم من بطولة مريم فخر الدين، ومحسن سرحان، وعمر الحريري، وتدور الأحداث حول فتاة يتيمة من أسرة ثرية، تعيش مع والدها المنطوي، وتقع في حب كاتب في دائرة والدها. تحمل منه، ويسرق أموال أبيها ويهرب، وتضع طفلتهاعمياء، وترسلها لمن يرعاها، وتقابل أحد الشبان الذي يحبها ويطلبها للزواج.
صدر الفيلم إلى دور العرض المصرية في أول نوفمبر 1953.
منح موقع قاعدة بيانات الأفلام العربية «السينما.كوم» الفيلم درجة 5.2/ 10.

## طاقم التمثيل
مريم فخر الدين: في دور سميحة فريد
محسن سرحان: في دور مجدي عبد الحميد
عبد الوارث عسر: في دور فريد بك
عبد العزيز أحمد: في دور سليمان
عمر الحريري: في دور توفيق
محمد توفيق: في دور شاكر الشغال
سناء جميل: في دور سعاد
وداد حمدي: في دور شلبية
زهرة العلا: في دور نادية هانم
ثريا فخري: في دور زكية هانم
سهير فخري: في دور عائشة فريد
بالاشتراك مع: الطفلة سميحة فخري – عبد المنعم بسيوني – عزيزة بدر – وهبة حسب الله – عباس الدالي – عباس رحمي – محمود مختار – أحمد ضياء الدين.

## أحداث الفيلم
يعيش الكاتب الروائي الشهير مجدي عبد الحميد (محسن سرحان) عازفاً عن الزواج، هو في العقد الثالث من عمره، ويري المرأة مثل الحية الرقطاء، كما أن توسع الإختلاط، وتوسع نطاق تحرر الفتيات في الجامعات والأندية، جعل الفتاة تصادق وتزامل العديد من الشباب، وتعجب بالصفات الجميلة في كل منهم، وعندما تتزوج، تنتظر كل تلك الصفات في زوجها، فتحيل حياته إلى جحيم، لذلك يطلب زوجة يكون هو الأول في حياتها، وأن يكون قلبها بكراً، ولأن طلبه صعباً، فقد صرف نظر عن الزواج، ولكنه عندما شارك في رحلة سفاري مع النادي، تعرف على الفتاة الجميلة سميحه فريد (مريم فخر الدين)، ويكتشف أنها مثقفة وبالغة الذكاء، ورقيقة المشاعر، لا تحب الخمر أو شاربيها، لا تمانع في الرقص مع الرجال، وتنسي أنوثتها أثناء المراقصة، ورغب مجدي في التعرف عليها أكثر، وحاول مواعدتها، ولكنها تجاهلته، وأصبح بين أمرين شيئاً يجذبه إليها، وشيئاً يبعده عنها، وكان الشئ الذي جذبه إليها وشعر بعاطفة نحوها، إحساسه بأنه الرجل الأول في حياتها، وحاول مجدي مواعدة سميحة عدة مرات، وشعر ان في حياتها سر غامض، يجعلها دائما قلقة. كانت سميحة تعيش مع والدها الثري فريد بك (عبد الوارث عسر) وأختها الصغرى عائشة (سهير فخري)، وعمتها زكية (ثريا فخري)، وكانت سميحة قد تعرضت لحادث مأساوي، وهى في السادسة عشر من عمرها، عندما توفيت والدتها، وإنشغل والدها عنها بعمله، وأوكل لسكرتيره توفيق (عمر الحريري) مراعاة بناته وتلبية طلباتهن، وكان توفيق غير أمين، واستغل صغر سن سميحه وقلة خبرتها، وناولها الخمر، بداعي أنه دواء للبرد، حتى فقدت وعيها، فقام بإغتصابها، وإختلس 6 آلاف جنيها، وهرب للخارج. أبلغ فريد بك عن واقعة السرقة، وتكتم واقعة الإغتصاب، وتم الحكم على توفيق بالسجن عامين غيابياً. بينما حملت سميحه، ووضعت طفلة عمياء، أوكلتها للمربية أم محمد، لتربيها سرأً، بعيداً عن العيون. أصبحت سميحه تكره الخمور أو حتى الحديث عنها، وتكره الرجال، وتكره الزواج حتى لا يكتشف سرها، غير أنها أحبت الكاتب مجدي في صمت، وتغيرت نظرتها للرجال، ولكنها تعلم أن حبها لن يكتب له النجاح، لأن مجدي يريد زوجة بلا ماضي. علمت سميحه بعودة توفيق لمصر، وبحثه عن إبنته، التي يشك في وجودها، ولذلك يراقب سميحة، أفضت بسرها لصديقتها نادية هانم (زهرة العلا)، وسمعتها من طرف خفي، أختها عائشة، وتكتمت سر أختها سميحة. كان توفيق يراقب سميحة حتى يتأكد من وجود ابنة، وعندما تأكد واصل مراقبة سميحة، حتى يعرف مكانها. أصيب فريد بك والد سميحة بالمرض، واكتئب واعتزل الناس، بعد حادث إبنته، وقد أصيب أخيراً بفقدان النطق، وعندما كانت سميحة تقضي أجازة بالعزبة، هروباً من ملاحقة مجدي لها، جاء توفيق للمنزل، وعندما شاهده فريد بك، لم يتحمل رؤيته وفارق الحياة. طمع توفيق في الزواج من سميحة، بعد ان ورثت أموال ابيها، ولكن سميحة رفضت الزواج به، لأنه يطمع في أموالها، بينما ساءت حالة مجدي، الذي استبد به الوجد، وأدمن شرب الخمور، ولم تتحمل سميحة حالته، فقبلت الزواج منه لإنقاذه، وفى يوم الزفاف، تمكن توفيق من العثور على إبنته العمياء، وجاء بها لحفل الزفاف، لتهديد سميحة بكشف سرها لمجدي، لو لم تتزوجه، ولكنه عندما علم بكتابة عقد القران، طلب منها أن تطلب الطلاق، وعندما رفضت، هم توفيق بالذهاب لإخبار مجدي، غير أن عائشة كانت قد أبلغت مجدي بالحقيقة، وتفهم الأمر، فأبلغ الشرطة عن توفيق، وتم القبض على المجرم الهارب توفيق، الذي قفز من النافذة هارباً، ولكن رجال الشرطة عاجلوه برصاصة، أردته قتيلاً، وأقبل مجدي على سميحة، محتضناً الطفلة العمياء.

## روابط خارجية
- مقالات تستعمل روابط فنية بلا صلة مع ويكي بيانات